# Dót láng
Dót láng (danh pháp: Ehretia laevis) là loài thực vật có hoa trong họ Ehretiaceae. Loài này được Roxb. mô tả khoa học đầu tiên năm 1796.